# Octavio Bartolucci
Octavio Bartolucci (Rosario, 8 marzo 1975) è un ex rugbista a 15 e politico argentino, a lungo tre quarti ala del Club Atlético del Rosario.

## Biografia
Bartolucci ha sempre militato nel Club Atlético del Rosario, nella sua città natale, fino al 2009, eccettuate due stagioni da professionista, in Francia nell'Agen e in Inghilterra nel Leeds Tykes; esordiente in Nazionale argentina nel 1996 nel corso del Panamericano di quell'anno, fu in un incontro premondiale contro la Scozia che si mise in luce: a Murrayfield, il 21 agosto 1999, i Pumas si imposero per 31-22, con due mete di Bartolucci: fu la prima vittoria assoluta dell'Argentina sul terreno di una Nazionale delle Isole Britanniche; successivamente, il giocatore prese parte alla Coppa del Mondo di rugby 1999 in cui la sua Nazionale giunse fino ai quarti di finale.
Disputò il suo ultimo incontro internazionale nel giugno 2003, nel corso del campionato Sudamericano, contro l'Uruguay; non prese parte alla successiva Coppa del Mondo perché, in un match contro l'Universitario di Buenos Aires, si ruppe il tendine di Achille.
È stato assessore alle Finanze del comune di Granadero Baigorria, nella Grande Rosario dal dicembre 2007 al marzo 2009, e da quella data ricopre l'incarico di assessore all'economia sempre per lo stesso comune.

## Palmarès
- Campionati sudamericani: 2
Argentina: 1998, 2003